# Fontana delle Tette

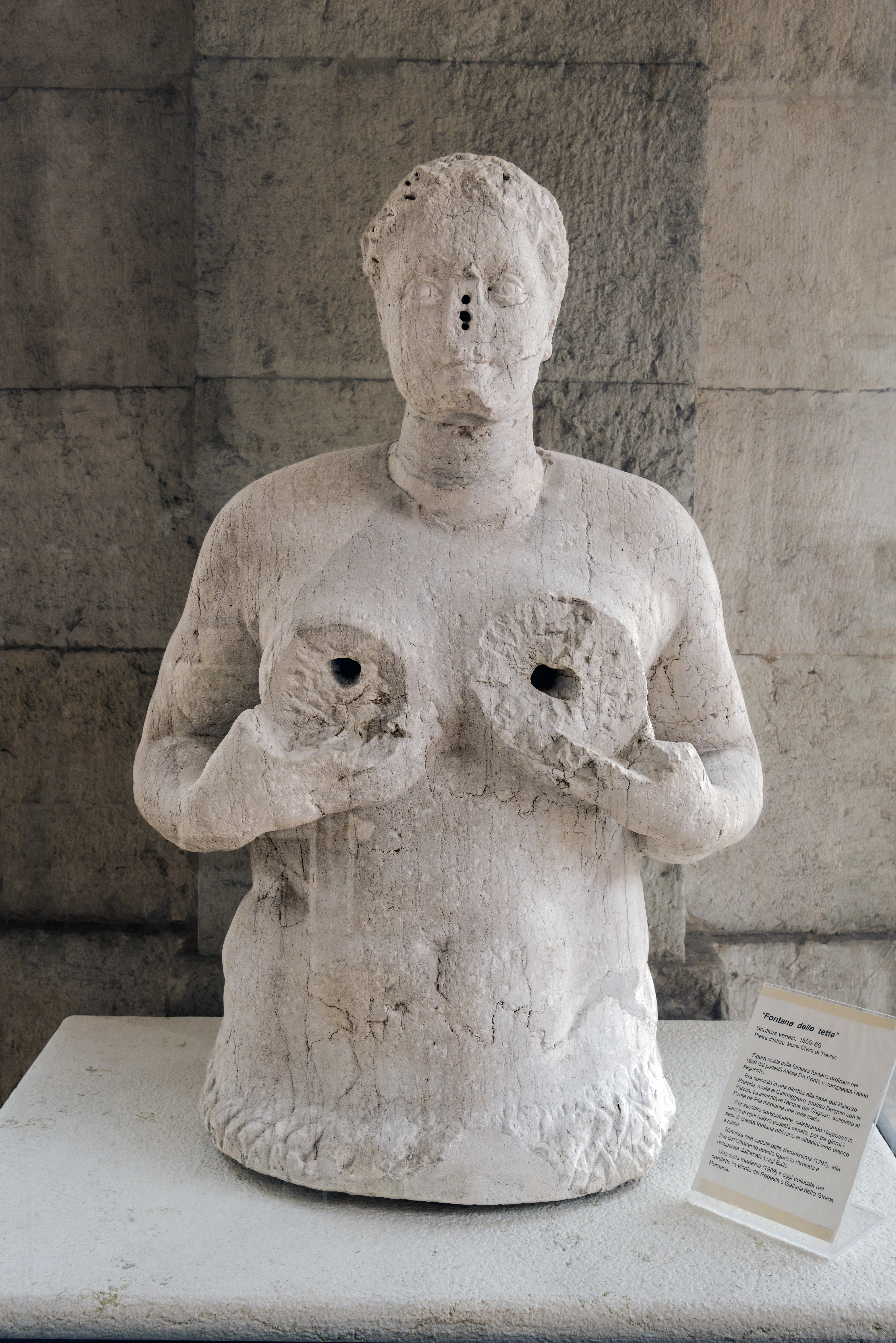
Original de la Fontana delle Tette 1559-1560

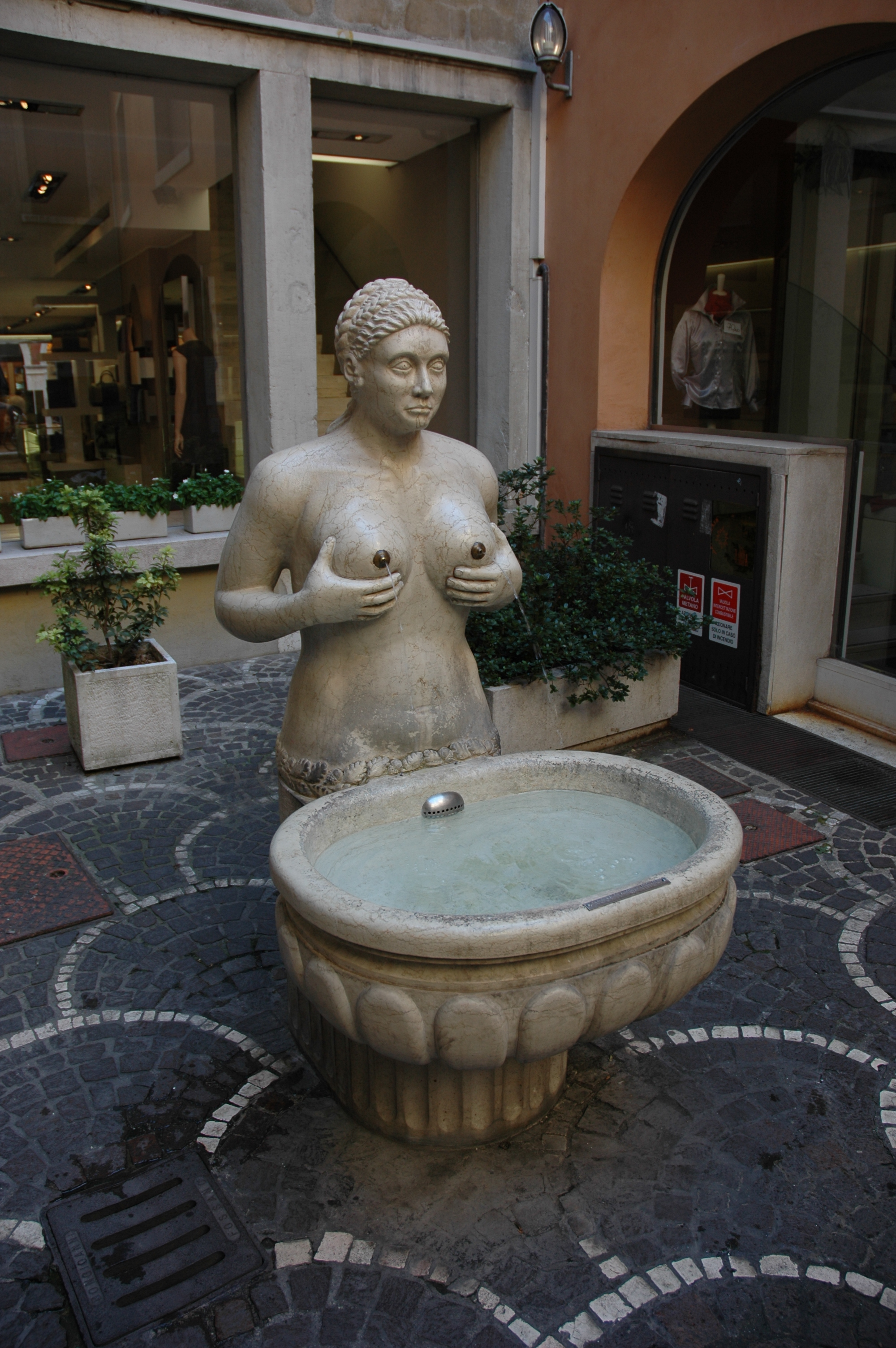
La Fontana delle Tette reconstituée.

La Fontana delle Tette (Fontaine des seins ou des tétons, Fontana dełe tete en vénitien) est une ancienne fontaine sculptée de Trévise, alors ville de la république de Venise (aujourd'hui dans la province de Vénétie, en Italie) dont une des particularités était que du vin blanc et du vin rouge jaillissait de ses seins lors de grandes occasions.
Les vestiges de la fontaine sont placés sous la loggia du Palazzo dei Trecento. Une copie de la sculpture originale se trouve dans la cour d'un petit tunnel qui relie la Calmaggiore (it) à la piazzetta della Torre (palais Zignoli) et la Calle del Podesta.

## Historique
La Fontana delle Tette a été construite en 1559 sur les ordres d'Alvise da Ponte, podestat de la république de Venise, à la suite d'une sécheresse qui avait frappé la ville de Trévise et la campagne environnante. Elle était située à l'intérieur même du palais prétorien, le Palazzo del Podestà, via Calmaggiore, la rue principale de la ville. Jusqu'à 1797, année de la chute de la république sérénissime de Venise, du vin rouge jaillissait d'un sein et du vin blanc de l'autre, en l'honneur de chaque nouveau podestat. Tous les citoyens avaient le droit d'en boire gratuitement pendant trois jours.
La fontaine a été démantelée lors de la chute de la République et perdue. Retrouvée par l'abbé Luigi Bailo (it) (1835-1932), elle fut installée au musée Cada Noal (it). Une copie moderne, reconstituée en 1989 par le sculpteur péruvien Miguel Miranda Quinones, se trouve actuellement dans le cortile (la cour) du palais Zignoli.